# Leidensdruck
Leidensdruck bezeichnet das subjektive Erleben eines Leids, das einen erheblich negativen Einfluss auf die eigene Lebensqualität und das eigene Wohlbefinden ausübt. Ein ausreichend großer Leidensdruck stellt eine wichtige Triebfeder für Veränderungen dar und kann den Betroffenen veranlassen, Hilfe zu suchen oder angebotene Hilfe anzunehmen.

## Höhere Lebensqualität
Nach einigen Lehrmeinungen führt ein höherer Leidensdruck nicht zwangsläufig zu positiven Veränderungen, ja er kann, wenn er ein subjektiv durchaus variables Maß übersteigt, zu innerer Lähmung und Handlungsunfähigkeit führen. An dieser Grenze der Belastbarkeit, die stets eine Krisensituation darstellt, entscheiden die eigenen Ressourcen des Betroffenen und seine zur Verfügung stehen sozialen Unterstützungen, ob er einen Weg aus der Krise findet und einen Zustand besserer Lebensqualität erreicht. Aus einer Auseinandersetzung mit der Krisensituation und einer gestärkten Position heraus kann er dann die anstehenden Herausforderungen besser meistern.
Der Begriff Leidensdruck ist kein Synonym für Schmerzempfindung, da die Erwartung drohender Nachteile für das Ausmaß des Leidensdrucks häufig eine größere Rolle spielt als das akute Leid; der physische Schmerz ist nur eine Form des Widerfahrnisses, das leiden lässt. Andere Formen sind Einsamkeit, erlittenes Unrecht, Angst, Versagen u.v.a.m. Allerdings kann der subjektiv geäußerte Leidensdruck gleichgesetzt werden mit den etwa einem Arzt vorgetragenen Klagen oder Beschwerden, von denen sich der Begriff Ätiologie ableitet. In diesem Sinne der Klage oder Anklage kann auch der Wunsch nach Besserstellung sowohl in medizinischem als auch juristischem Sinne verstanden werden.
Der Leidensdruck setzt sich nach Wandruszka aus mehreren Komponenten zusammen, vor allem aus dem Druck des erlittenen Widerfahrnisses, z. B. einer Demütigung oder eines körperlichen Schmerzes, aus dem Widerstand (Resilienz), der dem Widerfahrnis entgegengesetzt wird, und der Stärke des Wunsches, das Leid zu beseitigen. Da schon das Widerfahrnis nur im Rahmen einer Wahrnehmung erfahren werden kann, kommt bereits an diesem Punkt ein bewertendes Moment ins Spiel, das seinerseits vom überwiegend unbewussten oder impliziten Selbst-Welt-Entwurf und damit von den sozialen Prägungen und individuellen Vorerfahrungen des Betroffenen abhängt. Überschreitet der Leidensdruck die Grenzen des Erträglichen, kann er zu panikartiger oder depressiver Desintegration führen, mit Gefühlen der Ohnmacht und Hoffnungslosigkeit. Dann drohen krankheitswertige Symptome, z. B. psychotraumatischer und psychosomatischer Art, die eventuell nur mit äußerer Hilfe, etwa mit einer Therapie, gemeistert werden können. Hier wird alltägliches Leiden zu einem Notleiden, das die Grenzen von Assimilation (Anpassung der Umwelt an den Betroffenen) und Akkommodation (Anpassung des Betroffenen an die Umwelt) überschreitet.
Aufgrund dieser Zusammenhänge gilt der Leidensdruck als ein wesentliches Kriterium für die Überprüfung der Therapiemotivation eines Patienten und für die Entscheidung zu einer Therapie.

## Beispiele
- Ein Beispiel dafür ist der Alkoholismus, bei dem die Betroffenen oft erst nach Arbeitsplatz- oder Beziehungsverlust oder gravierenden Gesundheitsschäden einen Leidensdruck („Persönlicher Tiefpunkt“) empfinden, der sie dazu veranlasst, sich Hilfe zu suchen und sich für den Weg der Genesung zu entscheiden. (Alkoholismus ist eine unheilbare Krankheit, von der die Betroffenen durch fortschreitende Alkoholabstinenz („Trockenheit“) zwar genesen, jedoch nie ganz geheilt werden können.)[5]
- In Theorien der Managementberatung spielt der Begriff des Leidensdrucks als taktisches Moment der Mitarbeiterführung, insbesondere auf dem Gebiet der Verhaltensmodifikation, eine bedeutende Rolle. Hierbei wird davon ausgegangen, dass rationale Einsicht bei Menschen in der Praxis keine Handlungskonsequenzen auslöst. Das abendländische Vorhaben der Aufklärung sei in diesem Sinn letzten Endes gescheitert, wie zuletzt die vergeblichen politischen Ansätze der Studentenbewegung gezeigt hätten; Appelle an die Vernunft verhallten angeblich folgenlos. Moderne Menschenführung sei stattdessen nur über eine Kombination der gezielten Erzeugung von Leidensdruck und des gleichzeitigen Weckens von Hoffnungserwartungen zu realisieren (Prinzip Zuckerbrot und Peitsche), um, aus der Sicht des Managements, Widerstände gegen Veränderungen zu beseitigen.
- Geschlechtsinkongruenz oder Transgeschlechtlichkeit kann mit einem sehr hohen Leidensdruck verbunden sein, der letztlich in einer geschlechtsangleichenden Operation zur Minderung des Leidensdrucks mündet.[6]